# Vlag van Bornholm

Bornholmsflaget (de vlag van Bornholm)

Bornholmsflaget (Nederlands: Vlag van Bornholm) is de onofficiële vlag van het eiland Bornholm.
De vlag werd naar verluidt in 1972 door Tonny Borrinjaland ontworpen. Volgens andere bronnen is Bent Kaas de ontwerper.
Het is een vlag met een rode achtergrond en een groen Scandinavisch kruis. Die groene kleur symboliseert de natuur op het eiland.
De afmetingen zijn dezelfde als de Deense vlag 28:37 (12-4-12 : 12-421, in de rood-wit-groene vlag).

## Een andere variant

Bornholmsflaget (de onofficiële vlag van Bornholm) ontworpen door Mogens Andersen in 1977

Een andere vlag die ook wel wordt gebruikt is dezelfde vlag, maar voorzien van witranden voor een beter optisch effect die het groen en rood tegen elkaar in contrast zetten. Hierdoor wordt de vlag op grote afstand beter waargenomen. Deze vlag wordt als meer correct bezien.

Dannebrog (de vlag van Denemarken)

De officiële vlag van Denemarken is ook een vlag met een rode achtergrond en een wit Scandinavisch kruis.

## Populariteit
In 2005 werd bij een stemming duidelijk dat de meeste kiezen om met de officiële vlag van Denemarken te vlaggen:
- Dannebrog 55%
- Bornholmer vlag 38%
- Toeristenvlag 7%